# Smrtonosná zbraň 4
Smrtonosná zbraň 4 (v anglickém originále Lethal Weapon 4) je americká buddy cop akční komedie natočená roku 1998. Jedná se o čtvrtý a prozatím poslední díl filmové série Smrtonosná zbraň. Režisérem i producentem snímku je autor všech předchozích dílů Richard Donner. Autorem scénáře je Channing Gibson. V hlavních rolích se objevili Mel Gibson jako Martin Riggs a Danny Glover jako Roger Murtaugh. Své role z předchozích dílů si zde zopakovali také Joe Pesci a Rene Russo. Nově si zde zahrál Chris Rock, který ztvárnil Leeho Butterse, partnera Murtaughovy dcery Rianne. Jet Li si zde odbyl svůj debut v mezinárodním filmu. Tato role role mu poté otevřela dveře do Hollywoodu.
Vzhledem ke svému velkému rozpočtu (přes 100 milionů dolarů) se i navzdory poměrně vysokým tržbám tento snímek nezařadil mezi vyloženě komerčně úspěšné filmy, jako například předchozí díly série. Zatímco od diváků získala Smrtonosná zbraň 4 ještě poměrně pozitivní ohlasy, filmoví kritici už tak shovívaví nebyli. Většina z nich se shoduje na tom, že se jedná o nejslabší článek celé franšízy. Chvály se dočkal pouze výkon Jeta Liho a povedená akce, zatímco kritiku schytal scénář a příběh, který je prý brán příliš na lehkou váhu. Za tento film byl Joe Pesci nominován na Zlatou malinu v kategorií Nejhorší herec ve vedlejší roli.

## Příběh
Na počátku filmu zjišťujeme, že Martin Riggs (Mel Gibson) a Lorna Cole (Rene Russo) žijí na hromádce a navíc Lorna čeká dítě. Jenže Riggs stále váhá, jestli se s Lornou oženit. Roger Murtaugh (Danny Glover) řeší problém, když zjistí, že jeho nejstarší dcera Rianne je také těhotná. Když Riggs, Murtaugh a Leo Getz (Joe Pesci) společně rybaří u losangeleského přístavu, jsou nabouráni velkou nákladní lodí. Pak následuje divoká přestřelka s neznámými Číňany. Vychází najevo, že loď byla plná ilegálních čínských imigrantů a za vším stojí čínská mafie. Riggs a Murtaugh opět začínají spolupracovat, aby zabránili čínským triádám nadále páchat zločiny v Los Angeles. Do týmu musí přibrat nováčka Leeho Butterse (Chris Rock), který je shodou okolností partnerem Murtaughovy těhotné dcery Rianne. Musí tedy překonat vzájemné neshody, aby zneškodnili nebezepečného mistra bojových umění Wah Sing Kua (Jet Li) a celou triádu jednou provždy.

## Obsazení
| Mel Gibson   | Detektiv Martin Riggs   |
| Danny Glover | Detektiv Roger Murtaugh |
| Joe Pesci    | Leo Getz                |
| Rene Russo   | Lorna Cole              |
| Chris Rock   | Lee Butters             |
| Jet Li       | Wah Sing Ku             |
| Darlene Love | Trish Murtaugh          |
| Traci Wolfe  | Rianne Murtaugh         |
| Steve Kahan  | Ed Murphy               |
| Kim Chan     | Strýček Benny           |